# 霍洛維
48°3′43″N 24°52′44″E / 48.06194°N 24.87889°E
霍洛維（羅馬化：Holovy）是烏克蘭西部伊萬諾-弗蘭科夫斯克州韋爾霍維納區韋爾霍維納市鎮的村莊，始建於1677年，面積55.6平方公里，2001年人口1,599，人口密度每平方公里28.8人。